# 小笠原定一
小笠原 定一（おがさわら ていいち、1840年（天保11年9月） - 1905年（明治38年）10月31日）は、日本の政治家、衆議院議員（1期）。

## 経歴
陸奥国九戸郡(のち岩手県南九戸郡久慈町→九戸郡久慈町、現・久慈市)生まれ。岩手県属、九戸、二戸各郡長を務めた。
1894年3月の第3回衆議院議員総選挙において岩手2区から国民協会所属で立候補して当選した。衆議院議員を1期務め、同年9月の第4回衆議院議員総選挙では立憲改進党から立候補して落選した。1905年に死去した。